# Brookings, Oregon
Brookings là một thành phố trong Quận Curry tiểu bang Oregon, Hoa Kỳ. Nó được đặt theo tên của John E. Brookings, chủ tịch Công ty Hộp và Gỗ Brookings, người sáng lập ra thành phố năm 1908. Dân số là 5.447 theo Điều tra Dân số Hoa Kỳ năm 2000. Năm 2006, Brookings có một dân số là trên 6.315 trong giới hạn của thành phố. Tổng dân số của vùng Brookings thì trên 13.000 mà bao gồm Harbor, và một số nơi. Có vô số lời đề nghị sáp nhập các vùng chưa được thành lập ở gần vào Brookings; trong khi nhiều lần tìm cách như không thành công, chỉ có một vùng lớn phía bắc thành phố do Công ty Borax làm chủ thì thành công. Việc phát triển này có tiềm năng thêm khoảng 1000 căn nhà trong thời gian 20 năm tới mặc dù các nhà phát triển địa ốc nghĩ rằng nhiều ngôi nhà chỉ có chủ theo mùa mà thôi.
Vì vị trí địa lý, Brookings có nhiệt độ mùa đông (và ít có mùa hè) được xem là ấm không theo mùa đối với một vùng ở Duyên hải Oregon. Nhiệt độ có thể lên 70 đến 80 độ F (21 đến 27 độ C) quanh năm. Việc này một phần vì ảnh hưởng gần biển Thái Bình Dương, nhưng nhiều hơn là vì vị trí của nó ở chân Núi Klamath mà gió nén và làm ấm không khí thổi vào Brookings. Cái này được gọi là hiệu ứng Brookings hay hiệu ứng Chetco. Mưa nhiều thường thấy vào mùa đông. Sương mù dày đặc thường thấy vào mùa hè.

## Địa lý
Brookings nằm ở vị trí 42°3′27″B 124°17′11″T / 42,0575°B 124,28639°TĐã đưa tham số không hợp lệ vào hàm {{#coordinates:}} (42.057474, -124.286415)1.
Theo Cục Điều tra Dân số Hoa Kỳ, thành phố có tổng diện tích là 7,3 km² (2,8 mi²). Có 7,2 km² (2,8 mi²) là đất và 0,1 km² (0,04 mi²) hay 1.06% là nước.

## Giao thông
- Phi trường Brookings